# Stazione di Berlino-Adlershof
La stazione di Berlino-Adlershof (in tedesco Berlin-Adlershof) è una fermata ferroviaria posta sulla linea Berlino-Görlitz, nel quartiere berlinese di Adlershof; è servita dai soli treni della S-Bahn.